# Дрейер, Данкварт
Да́нкварт Кри́стиан Ма́гнус Дре́йер (дат. Dankvart Christian Magnus Dreyer; 13 июня 1816, Ассенс — 4 ноября 1852, Барлёсе) — датский художник, пейзажист.

## Биография
Родился на острове Фюн, сын торговца, умершего в 1823 году. С детских лет прилежно занимался рисованием, о чём вспоминал в дальнейшем его сверстник и земляк Йенс Йерихау. В возрасте 15 лет Данкварт приехал в Копенгаген, чтобы учиться в Датской королевской академии изящных искусств. Первоначально он обучался, главным образом, исторической и портретной живописи под руководством Иоганна Людвига Лунда и Кристофера Вильхельма Эккерсберга, затем в большей степени обратился к пейзажам, в области которых его наставником стал Кристен Кёбке.
Дрейер никогда не выезжал за пределы страны и черпал вдохновение в пейзажах различных регионов Дании, по которым много путешествовал. На рубеже 1830—1840-х гг. вместе со своими друзьями и ровесниками Йоханом Томасом Лундбю и Петером Кристианом Скоугором он стал одной из заметных фигур национально-романтического направления в датской живописи, следовавшего идеям Н. Л. Хёйена о необходимости новой датской культуры, питающейся национальными корнями. Однако постепенно Дрейер разочаровался в этой художественной идеологии, требовавшей от пейзажа прежде всего способности выражать национальный дух. В 1848 году он перестал участвовать в выставках и покинул столицу, купив ферму в Барлёсе, недалеко от своего родного города Ассенса. Здесь он жил со своей матерью и сестрой, продолжая работать над картинами, но не делая попыток вернуться на национальную художественную сцену. Умер во время эпидемии тифа.

## Галерея

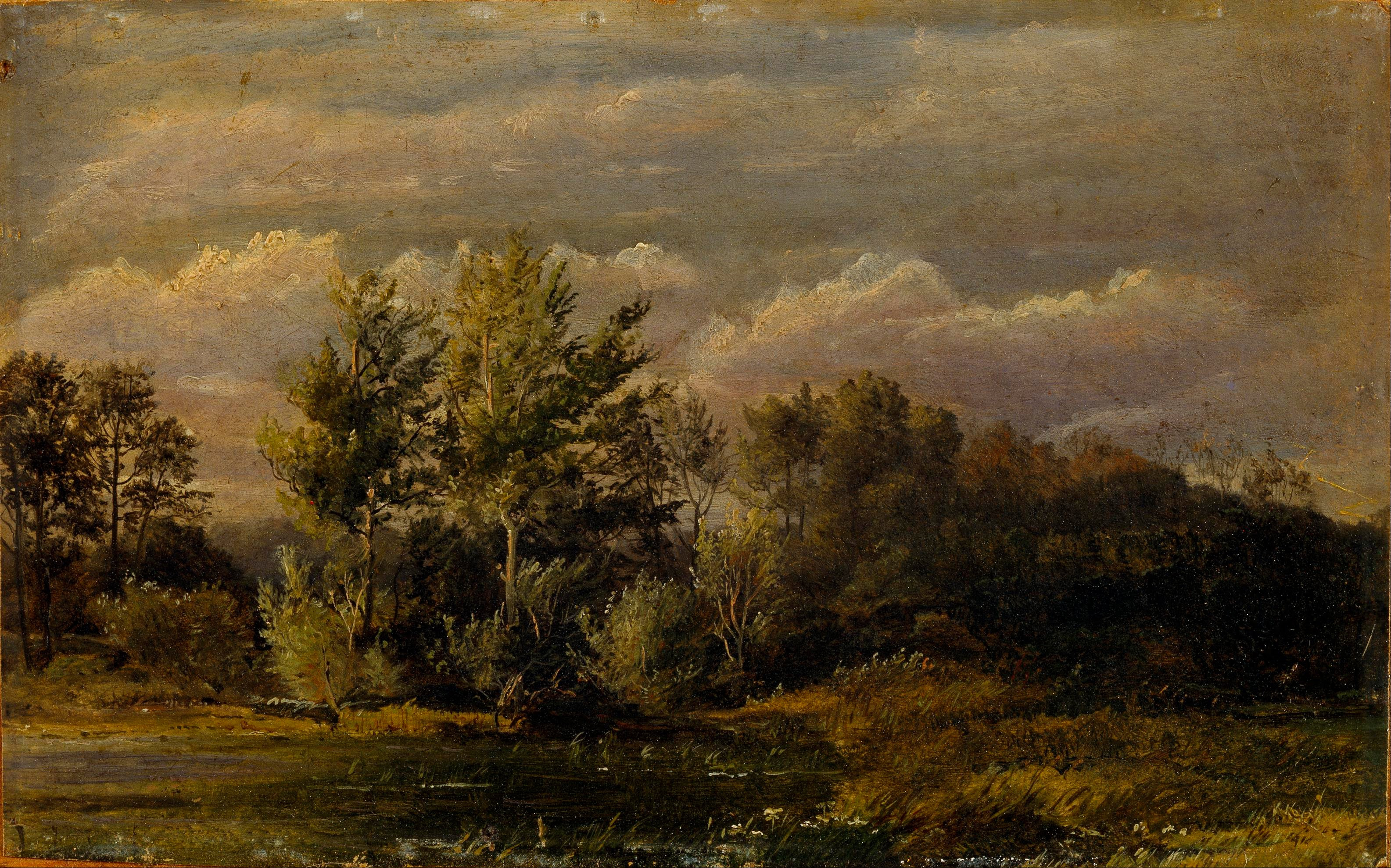
Лесное озеро в окружении берёз (1837, этюд)
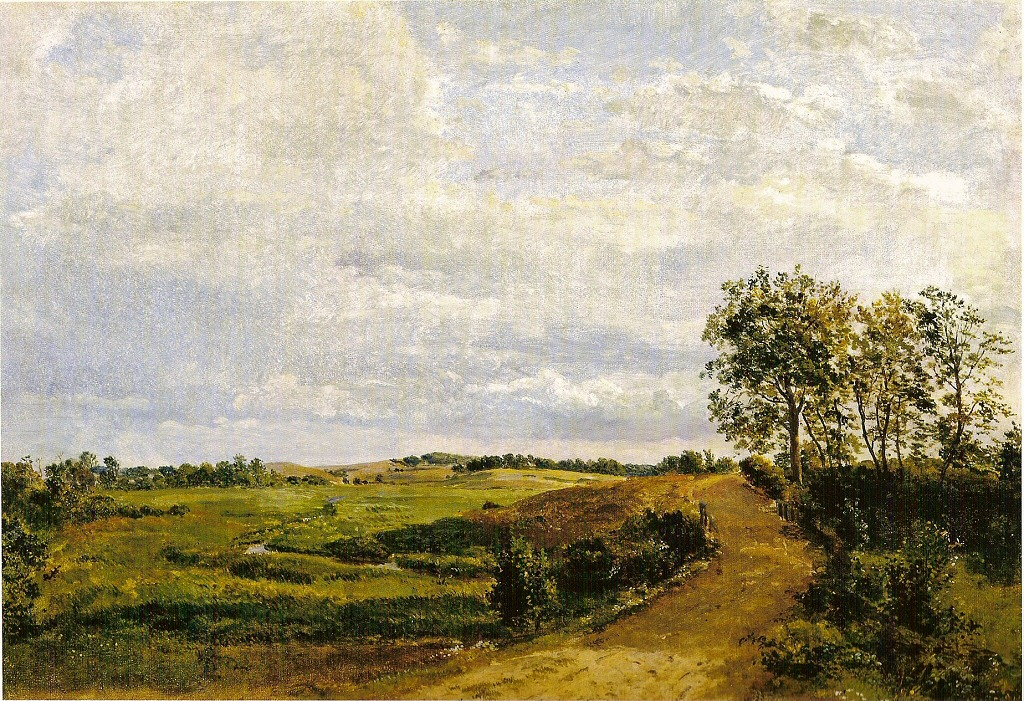
Дорога через холмы (около 1841)
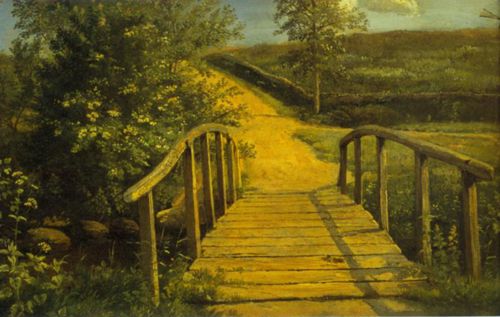
Мост через кладбищенский ручей в Ассенсе (1842)
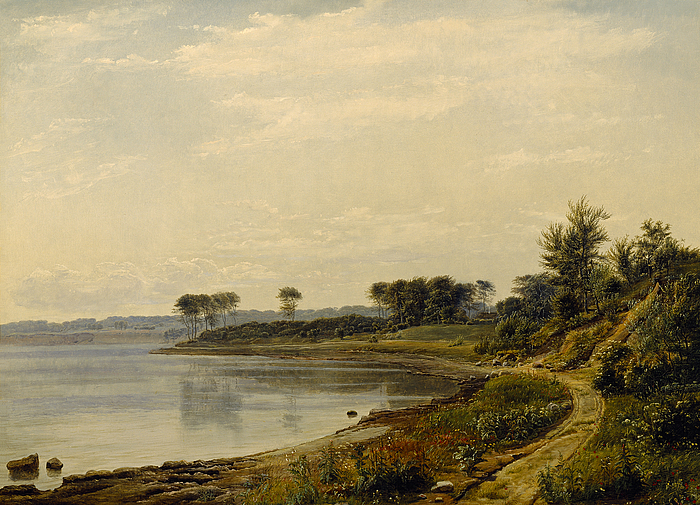
Берег у Орхуса